# Bahnhof Berlin Feuerbachstraße
Der S-Bahnhof Feuerbachstraße ist ein Haltepunkt der Berliner S-Bahn im Berliner Ortsteil Steglitz. Er befindet sich am Streckenkilometer 5,7 der Wannseebahn an der Kreuzung mit der gleichnamigen Straße. Im Betriebsstellenverzeichnis wird der Bahnhof als BFB geführt. Er ist einer der jüngsten Bahnhöfe der Wannseebahn und ist ein eingetragenes Baudenkmal.

## Lage und Aufbau

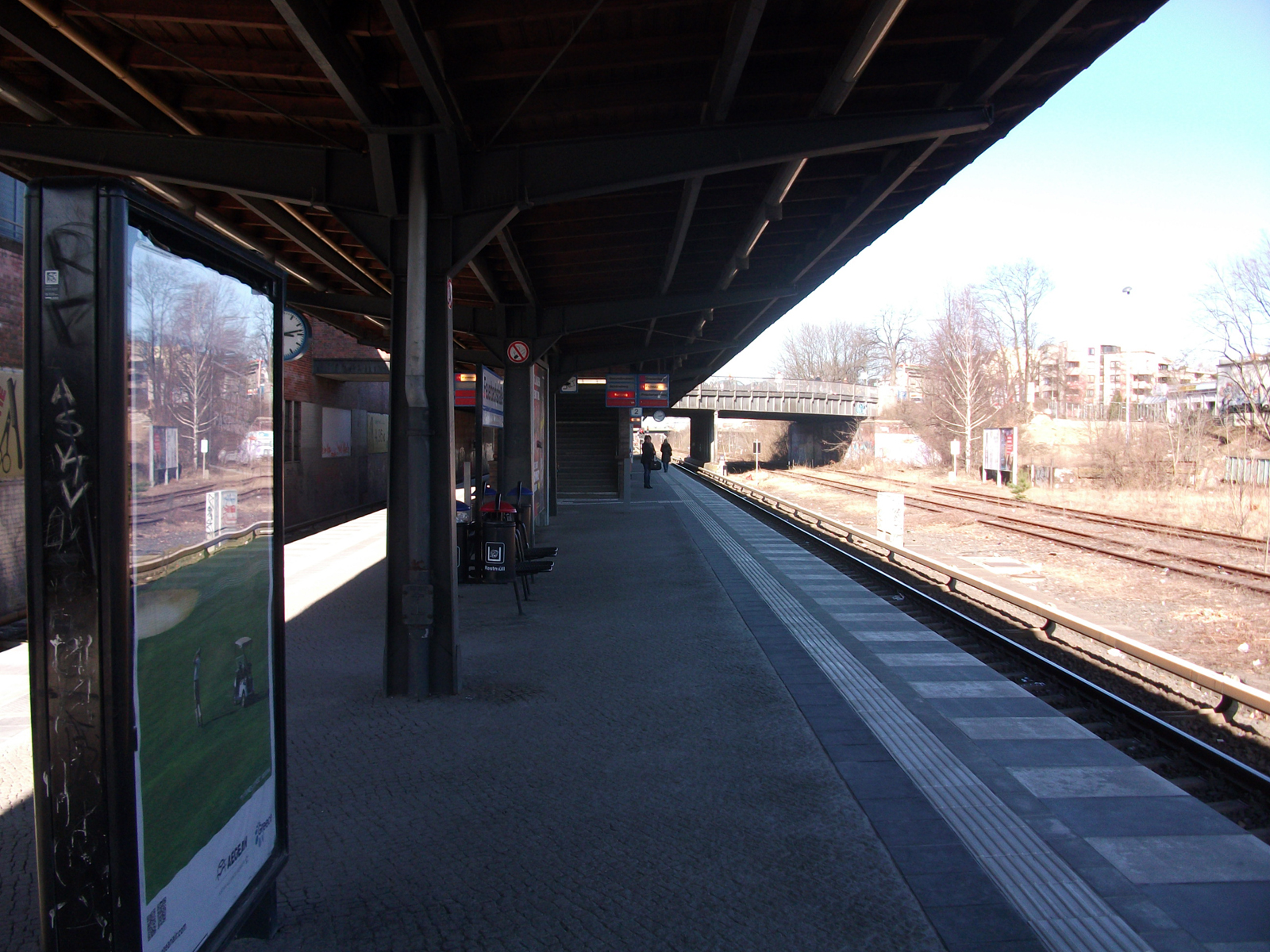
Bahnsteig

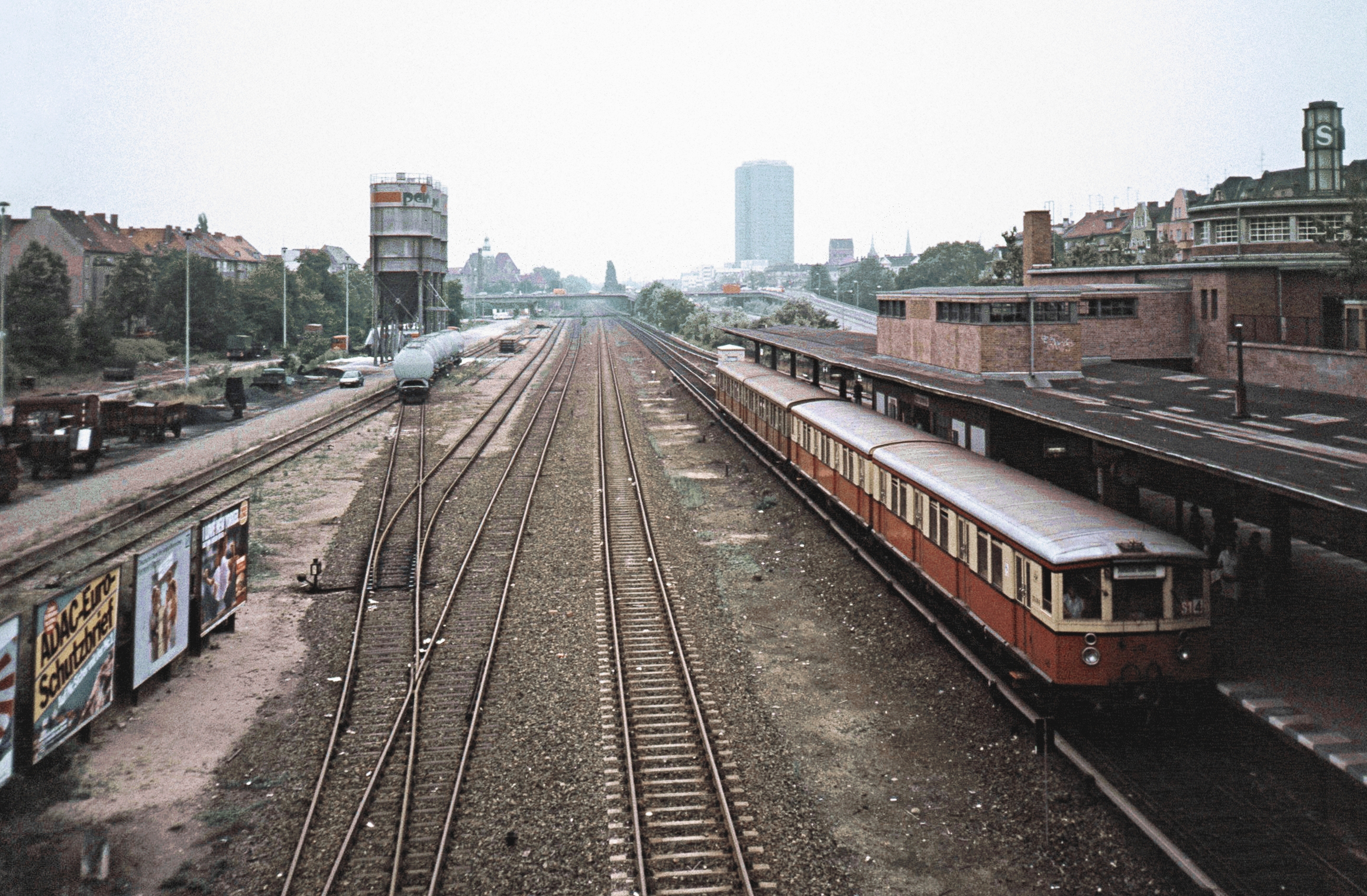
Bahnhof Feuerbachstraße und Güterbahnhof Steglitz, 1987

Der S-Bahnhof befindet sich im Berliner Ortsteil Steglitz des Bezirks Steglitz-Zehlendorf. Die benachbarten Stationen sind Friedenau in 900 Metern Entfernung sowie Rathaus Steglitz in 1,1 Kilometern Entfernung.
Der Aufgang zum 163 Meter langen Mittelbahnsteig erfolgt von der Feuerbachstraße aus, die hier die Wannseebahn überbrückt. Die Westtangente (A 103) unterquert hier den Bahnhof samt Brücke in einem Tunnel. Das Zugangsbauwerk, eine Rotunde aus Klinker, wurde vom Reichsbahnarchitekten Richard Brademann entworfen. Die Baukosten wurden mit rund 700.000 Reichsmark (kaufkraftbereinigt in heutiger Währung: rund 3,90 Millionen Euro) angegeben. Ferner besteht von der Brücke aus eine Aufzugsanlage als barrierefreier Zugang zum S-Bahnhof. Die Anlage ist als Baudenkmal in der Berliner Landesdenkmalliste eingetragen.
Östlich des S-Bahnhofs liegt das Gelände des ehemaligen Güterbahnhofs Steglitz, der sich nach Süden bis zur Albrechtstraße erstreckte.

## Geschichte
Der Bau des unter dem Namen Feldstraße geplanten S-Bahnhofs begann 1932. Die Eröffnung fand am 15. Mai 1933 mit Abschluss der Elektrifizierungsarbeiten an der Wannseebahn statt. In einem Radius von einem Kilometer um die Station herum waren zum Zeitpunkt der Eröffnung etwa 22.000 Menschen angesiedelt. Mit dem Bau ging die Neuerrichtung der Schwarzen Brücke einher, in deren Zuge die Feuerbachstraße die Gleise der Wannseebahn und der daneben befindlichen Stammbahn überquert.
Der Bahnhof wurde nach dem Zweiten Weltkrieg am 6. Juni 1945 wiedereröffnet. Das schwer kriegsbeschädigte Empfangsgebäude wurde erst 1951/1952 wieder instand gesetzt. Zwischen dem 14. September 1965 und dem 21. Oktober 1966 wurde ein hölzerner Interimsbahnsteig etwas weiter südwestlich errichtet, um Baufreiheit für die Westtangente zu haben.
Infolge des Zweiten Reichsbahnerstreiks kam es am 18. September 1980 zur Einstellung des Verkehrs auf der Wannseebahn. Die Betriebsrechte an der S-Bahn wurden danach am 9. Januar 1984 von der Reichsbahn an die Berliner Verkehrsbetriebe abgetreten, die mit dem Wiederaufbau der Strecke begann. Nach Überprüfung des Bauzustandes des Empfangsgebäudes Feuerbachstraße erfolgte der Abbruch bis auf die Skelettkonstruktion und der anschließende originalgetreue Wiederaufbau.

## Anbindung
Der S-Bahnhof wird von der Linie S1 der S-Bahn Berlin bedient. Es bestehen Umsteigemöglichkeiten zu den Linien M76, 181 und N81 im Omnibusnetz der Berliner Verkehrsbetriebe.
| Linie | Verlauf |
| ----- | --- |
|       | Oranienburg – Lehnitz – Borgsdorf – Birkenwerder – Hohen Neuendorf – Frohnau – Hermsdorf – Waidmannslust – Wittenau (Wilhelmsruher Damm) – Wilhelmsruh – Schönholz – Wollankstraße – Bornholmer Straße – Gesundbrunnen – Humboldthain – Nordbahnhof – Oranienburger Straße – Friedrichstraße – Brandenburger Tor – Potsdamer Platz – Anhalter Bahnhof – Yorckstraße (Großgörschenstraße) – Julius-Leber-Brücke – Schöneberg – Friedenau – Feuerbachstraße – Rathaus Steglitz – Botanischer Garten – Lichterfelde West – Sundgauer Straße – Zehlendorf – Mexikoplatz – Schlachtensee – Nikolassee – Wannsee |